# The Bottom

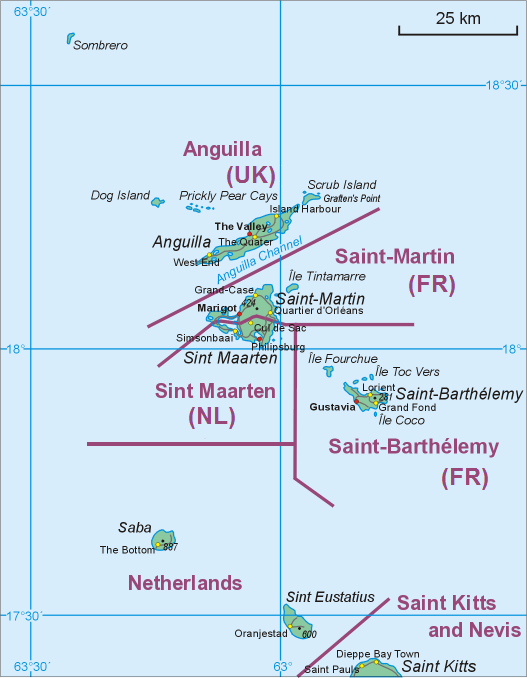
Saba

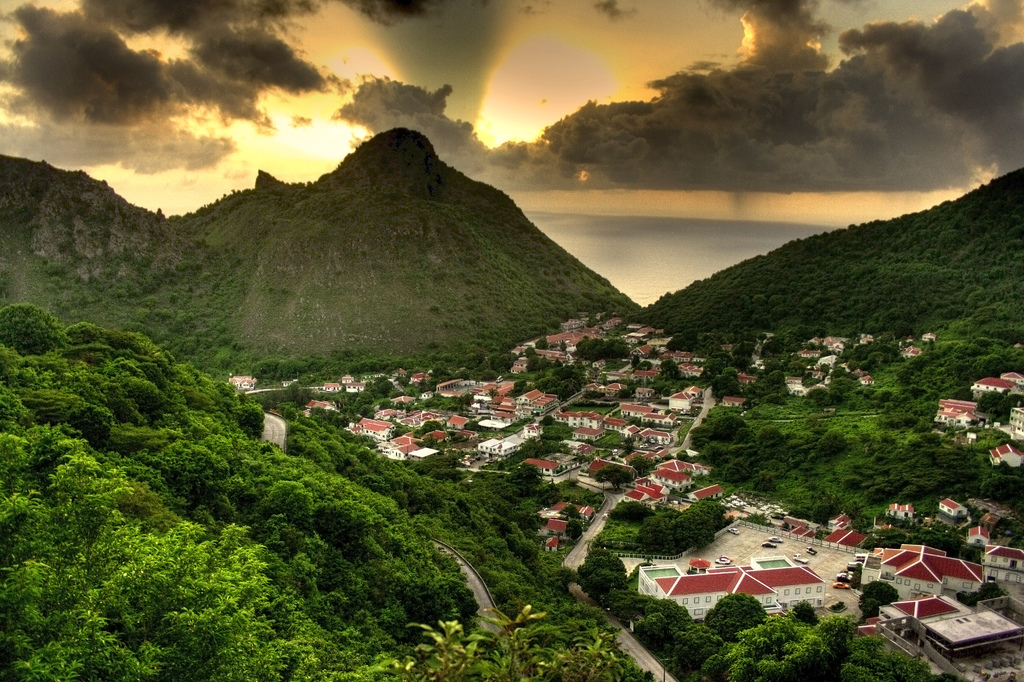
The Bottom

The Bottom là thị trấn lớn nhất và là thủ phủ của đảo Saba, một hòn đảo ở vùng Caribe thuộc Hà Lan. Thị trấn có khoảng 462 cư dân trong tổng số 1424 dân của toàn đảo.
The Bottom là nơi đặt trụ sở của các cơ quan Chính phủ. Ngoài ra còn một bệnh viện, một nhà dưỡng lão, một nơi thi đấu thể thao, ba nhà thờ, thư viện, cửa hàng và Đại học Y khoa Saba. The Bottom cũng là nơi để tổ chức Carnival Saba mỗi năm một lần vào mùa hè, cũng như ngày Saba trong tháng mười hai.